# Bunčani
Bunčani – wieś w Słowenii, w gminie Veržej. W 2018 roku liczyła 165 mieszkańców.